# Pierre-Maxime Schuhl
Pierre-Maxime Schuhl (* 28. Juni 1902 in Paris; † 5. Mai 1984 ebendort) war ein französischer Philosoph und Hochschullehrer. 
Schuhl studierte an der École Normale Supérieure in Paris und promovierte 1934 mit einer Arbeit über die antike griechische Philosophie. Er lehrte zunächst in Montpellier und anschließend als Professor in Toulouse. Schließlich wurde er an die Universität Sorbonne in Paris berufen, wo er seit 1962 das Department für Philosophie leitete. Dort gründete er 1947 als Nachfolger von Léon Robin das Centre Léon Robin, ein Forschungszentrum für antike Philosophie. 1970 wurde er zum Mitglied der Académie des sciences morales et politiques gewählt. Schwerpunkte seiner Studien liegen auf der Geschichte der antiken Philosophie und insbesondere Platon sowie im Bereich der Ästhetik. Er hat zudem eine Sammlung stoischer Schriften der Antike herausgegeben, die Émile Bréhier nicht hatte abschließen können.

## Werke
- Platon et l’art de son temps, Alcan, Paris 1933 (2. erweiterte Auflage, PUF, Paris 1952).
- Essai sur la formation de la pensée grecque. Introduction historique à une étude de la philosophie platonicienne, Alcan, Paris 1934 (2. erweiterte Auflage, PUF, Paris 1949).
- Machinisme et philosophie, Alcan, Paris 1938 (2. erweiterte Auflage, PUF, Paris 1947).
- Etudes sur la fabulation platonicienne, PUF, Paris 1947.
- L’œuvre de Platon, Hachette, Paris 1954.
- Etudes platoniciennes, PUF, Paris 1960.
- Les Stoïciens. Traduit du latin et du grec ancien par Émile Bréhier et Pierre-Maxime Schuhl et révisé par P. Aubenque, Louis Bourgey, J. Brunschwig, V. Goldschmidt, P. Kucharski et J. Pépin. Édition publiée sous la direction de Pierre-Maxime Schuhl. (= Bibliothèque de la Pléiade, 156), Gallimard, Paris 1962. Nachdruck in zwei Bänden (= Collection Tel), Gallimard, Paris 1997.
- Imaginer et réaliser, PUF, Paris 1963.
- L’imagination et le merveilleux, la pensée et l’action, Flammarion, Paris 1969.